# 元素の歌

元素の周期表

「元素の歌」（げんそのうた、The Elements）は、ユーモア作家で講師のトム・レーラーによる歌で、102番のノーベリウムまでの執筆時点で知られているすべての元素の名前を歌っている。これは 1959 年に書かれ、彼のアルバム「 Tom Lehrer in Concert」 、「 More of Tom Lehrer 」、 「An Evening Wasted with Tom Lehrer」に収録されている。この曲は、ギルバートとサリバンによるペンザンスの海賊の「少佐の歌」の曲で歌われている。 

## 概要
レーラーはハーバード大学の数学の講師であった。終わりの行で、彼は "Harvard" と "discovered" を非ローティックなボストンアクセントのパロディで発音し、2 つの単語が韻を踏むようにした。レーラーは通常、そのアクセントで話すことはなかった。レーラーは歌を歌いながらピアノに同行した。

## 背景
「元素の歌は、ギルバートとサリバンがペンザンスの海賊より"少佐の歌" の曲で歌っている。 レーラーはまた、アイラ・ガーシュウィンが書いた「チャイコフスキー」という歌からインスピレーションを得た。 
「エレメンツ」は「少佐の歌」と音楽的に次の点で異なる。
- オリジナルの 3 番バースと合唱のすべての「応答」を省略し、最後のバースの最後に 2 行を追加する。
- Lehrer は、Sullivan の元のメロディーのように 2 つの異なるノート間をすばやく行ったり来たりする代わりに、主に各フレーズを 1 つのノートで歌うことでメロディーを簡素化する。
- キーはCであるが、「少将の歌」ではE♭になっている。
- 一部のライブ録音では、レーラーは途中で一時停止し、間奏で聴衆に話しかける。(たとえば、「次の時間に短いクイズがあるので、みんなメモを取っているといいです！」)。
- 曲はピアノのコーダで終わる。

いくつかのライブ パフォーマンスで、曲が終了した後、レーラーは、アリストテレスの時代の、空気、火、水、地球からなる以前のバージョンの聴衆に、「はるかに単純な時間だった」と説明した。

## 大衆文化
「元素の歌」は、ポップカルチャーで何度も取り上げられてきた。 NCIS 〜ネイビー犯罪捜査班のエピソード「ギプスをめぐる旅」では、ティモシー・マクギーとアビー・シウトが歌を口ずさみ、事件の重要な手がかりとなる.ビッグバン セオリーのエピソード「パンツ オルタナティヴ」では、酔っ払ったシェルドン クーパーが大学から賞を受賞したときに歌を歌い始める。ギルモア・ガールズの2006年のエピソード「リアル・ポール・アンカ」では、ルーク・デーンズの娘エイプリルとクラスメートがバスの中でこの歌を歌っている。ダニエル・ラドクリフは、2010年にグラハム・ノートン・ショーで「元素の歌」を歌っている。ベター・コール・ソールの2018年のエピソードである「サムシング・ビューティフル」で、ゲイルとしてのデヴィッド・コスタビレが歌に合わせて歌った。 
カバー録音には、ジェシー・デンジャラスリーのアルバム「どのように反対の政治的見解を折り紙で表現するか」が含まれており、その曲のタイトルは「トム・レーラーの元素」である。 